# Mélanie René
Mélanie René (Ginevra, 1º settembre 1990) è una cantante svizzera.

## Biografia
Mélanie René è nata il 1º settembre 1990 a Ginevra in Svizzera da genitori di origine mauriziane. Nel 1995 si è trasferita insieme alla famiglia nel dipartimento francese Alta Savoia in Francia.
Nel 2009 ha rappresentato il paese d'origine al Gregoriu International Festival, organizzato nella città di Brăila, cantando Il chante avec les anges. La cantante si è aggiudicata la manifestazione. L'anno successivo ha frequentato l’Academy of Contemporary Music a Guildford e la Institute of Modern Music a Brighton.
Il 31 gennaio 2015 ha vinto il concorso nazionale Die Grosse Entscheidungsshow, battendo il suo rivale Revee, diventando così la rappresentante della Svizzera all'Eurovision Song Contest 2015 con il brano Time to Shine. La canzone, che è entrata nelle classifiche della Schweizer Hitparade alla posizione numero 73, non ha però guadagnato l'accesso alla finalissima dell'evento musicale..

## Discografia
- 2015 - Time to Shine
- 2015 - On avait rêvé